# Atletica leggera ai X Giochi panafricani - Marcia 20 km maschile
La specialità della marcia 20 km maschile ai X Giochi panafricani si è svolta il 14 settembre 2011 a Maputo.

## Podio
| Oro     | Hassanine Sebei Tunisia   |
| Argento | Hedi Teraoui Tunisia      |
| Bronzo  | Gabriel Ngintedem Camerun |

## Programma
| Data              | Ora | Evento |
| ----------------- | --- | ------ |
| 14 settembre 2011 |     | Finale |

## Risultati

### Finale
| Class   | Atleta            | Nazione    | Tempo   | Note |
| ------- | ----------------- | ---------- | ------- | ---- |
| Oro     | Hassanine Sebei   | Tunisia    | 1:24:53 |      |
| Argento | Hedi Teraoui      | Tunisia    | 1:26:44 |      |
| Bronzo  | Gabriel Ngintedem | Camerun    | 1:32:08 |      |
| 4       | Chernet Mikore    | Etiopia    | 1:33:38 |      |
| 5       | Julius Sawe       | Kenya      | 1:34:36 |      |
| 6       | Misebo Minamo     | Etiopia    | 1:41:00 |      |
| 7       | Nilson Tavares    | Capo Verde | 1:57:45 |      |
| N.D.    | Josphat Sirma     | Kenya      | dq      |      |
| N.D.    | Mulugeta Tesfaye  | Etiopia    | dq      |      |